# Holque
Holque település Franciaországban, Nord megyében. Lakosainak száma 855 fő (2022. január 1.). Holque Saint-Pierre-Brouck, Watten, Ruminghem, Cappelle-Brouck és Éperlecques községekkel határos.

## Népesség
A település népességének változása:
| Lakosok száma | 910  | 901  | 904  | 896  | 898  | 903  | 887  | 871  | 855  |
|               | 2013 | 2015 | 2016 | 2017 | 2018 | 2019 | 2020 | 2021 | 2022 |